# Dasychira psolobalia
Dasychira psolobalia är en fjärilsart som beskrevs av Collenette 1935. Dasychira psolobalia ingår i släktet Dasychira och familjen tofsspinnare. Inga underarter finns listade i Catalogue of Life.